# Chronologie de l'invasion de l'Ukraine par la Russie (août 2025)
Cet article fait partie de la chronologie de l'invasion à grande échelle de l'Ukraine par la Russie et présente une chronologie des événements clés de ce conflit durant le mois d'août 2025.
Pour les événement précédents, voir Chronologie de l'invasion de l'Ukraine par la Russie (juillet 2025)
Pour les événements suivants, voir Chronologie de l'invasion de l'Ukraine par la Russie (septembre 2025).

## Chronologie des événements

### 5 août
La Russie revendique la prise d’une nouvelle localité dans la région de Dnipro,  le troisième village dont la conquête est revendiquée par Moscou dans cette région située au centre-est de l’Ukraine. Les autorités ukrainiennes font état de trois morts dans des attaques russes dans la région de Kharkiv. Les Pays-Bas annoncent l’achat d’armes américaines, tandis que la Suède, le Danemark et la Norvège vont offrir 486 millions de dollars à l’OTAN dans le cadre de la défense de l’Ukraine.

## Voir également
- Guerre russo-ukrainienne
- Invasion de l'Ukraine par la Russie
- Chronologie de l'invasion de l'Ukraine par la Russie